# Аппель, Виктор Израилевич
Виктор Израилевич А́ппель (1908? — 1985) — советский учёный.

## Биография
В 1930—1940-е годах инженер завода № 631.
В 1942 году вместе с Н. Ф. Алексеевым и Е. Н. Геништой создал прибор «СЧ-3» («свой — чужой»). Прибор прошел все испытания и в 1944 г. был принят на вооружение.
Один из разработчиков первых советских массовых радиоприёмников и первого советского телевизора «Москвич Т-1» (1946).
Умер 6 апреля 1985 года в Москве. Похоронен в Москве на Востряковском кладбище.

## Научные труды
- Ручные регуляторы тембра [Текст] / В. И. Аппель. — Москва : Радиоиздат, 1937 (Рязань : тип. «Мособлполиграфа»). — Обл., 23 с., 1 с. объявл. : черт.; 21х15 см.
- Ручные регуляторы громкости [Текст] / В. И. Аппель. — Москва : Радиоиздат, 1937 (тип. и цинк. Журн.-газ. объединения). — Обл., 16 с. : ил.; 22х15 см. — (В помощь радиолюбителю).
- Колхозный радиоприемник БИ-234 [Текст] / инж. В. И. Аппель. — [Москва] : изд., тип. и цинк. Жургазобъединения, [1937]. — 40 с., 1 с. «Содержание» на обл. : ил.; 22х15 см.
- «Родина» [Текст] : Батарейный приемник : Инструкция и описание / Министерство пром-сти средств связи. — Москва ; Ленинград : изд-во и тип. Гос. энергет. изд-ва, 1947 (Москва). — 15 с. : черт.; 19 см.

## Награды и премии
- Сталинская премия II степени (10 апреля 1942) — за разработку самолётной радионавигационной аппаратуры
- орден Красной Звезды (1944)